# Хемогенні гірські породи
Хемогенні гірські породи (рос. хемогенные горные породы, англ. chemogenic rocks, нім. chemogene Gesteine n pl) — група гірських порід, що утворилися шляхом хімічного осадонакопичення з вод або розчинів без участі біологічних процесів. У залежності від способу і місця виникнення, а також походження вод і розчинів Х.г.п. можуть бути осадовими, гідротермально-осадовими і гідротермальними.
Способи осадження: поступове концентрування вод і розчинів внаслідок сонячного випаровування, змішування розчинів двох або більше розчинних солей і зниження т-ри розчинів. Мінералотвірні води і розчини можуть бути морськими, континентальними гідротермальними. Місце утворення осадів: поверхня (морські і континентальні водоймища) або надра Землі. У першому випадку утворюються протяжні пластові тіла, у другому — тріщинно-жильні лінзовидні тіла. Переважаюча частина Х.г.п. є змішаною гідротермально-осадовою.
До X.г.п. відносять всі мінеральні солі (див. галогенез), калійні солі, евапорити, соду, кремінь і кремнеподібні опоки в асоціації з трепелами, фосфорити, залізо-марганцеві руди, боксити, хемогенні вапняки, травертини, більшу частину свинцево-цинкових, сірчаних, бороносних і літієносних руд, які є цінною сировиною для розвитку різних галузей пром-сті.
Збірна назва хемогенних гірських порід, що складаються на 50 % і більше з кремнезему — силіколіти. Залежно від переважаючого породотвірного матеріалу, розрізняють опалоліти, халцедоноліти та ін. Різновидами халцедонолітів є кремені, роговики, яшми і ін.
До групи власне хімічних осадів належать мінеральні солі: галіт (кам’яна сіль), гіпс, карналіт, карбонатні, фосфатні і кременисті породи, а також залізні та марганцеві руди. У формуванні останніх, як правило, беруть участь і живі організми.
Процес осадження солей відбувається  в умовах спекотного і сухого (аридного) клімату, коли вологи випаровується більше, ніж її випадає з атмосферними опадами. У деяких випадках утворення солей відбувається під дією Сонця у відокремлених від моря затоках, де концентрація солей сягає 25–30 ‰ (замість 35 ‰ – середньої для Світового океану). В інших соленакопичення може мати і глибинний характер, що пов’язано з розвантаженням на морському дні ендогенних гарячих хлоридно-натрієвих розчинів.